# Marco Pórcio Catão (cônsul em 118 a.C.)
Marco Pórcio Catão Liciniano (m. 118 a.C.; em latim: Marcus Porcius Cato Licinianus) foi um político da gente Pórcia da República Romana eleito cônsul em 118 a.C. com Quinto Márcio Rex. Era o primogênito de Marco Pórcio Catão Liciniano com Emília Tércia (filha de Paulo e irmã de Cipião Emiliano) e, como seu avô, Catão, o Velho, era um orador poderoso e deixou diversos discursos na literatura. Segundo Plutarco, a admissão de Marco nesta nobre família deveu-se mais aos méritos de Marco, o filho, do que a Catão, o pai.. Caio Pórcio Catão, cônsul em 114 a.C., era seu irmão mais novo.

## Carreira
Nada se sabe sobre seus primeiros anos, exceto que ele foi pretor antes de 121 a.C.. Foi eleito cônsul em 118 a.C. com Quinto Márcio Rex e morreu no mesmo ano na África, onde provavelmente estava tentando apaziguar as disputas entre os herdeiros do rei Micipsa da Numídia, filho do antigo aliado romano, Massinissa.

## Família
Catão teve um filho, Marco Pórcio Catão, que foi edil e pretor e morreu na Gália Narbonense.
Do seu tio, Marco Pórcio Catão Saloniano, o Velho, descende Marco Pórcio Catão Uticense, que suicidou-se em Útica durante as guerras civis e foi elogiado por Cícero.